# Eleição municipal de Boa Vista em 2024
A eleição municipal da cidade de Boa Vista em 2024 ocorreu no dia 6 de outubro (primeiro turno) com o objetivo de eleger um prefeito, um vice-prefeito e 21 vereadores responsáveis pela administração da cidade no mandato a se iniciar em 1° de janeiro de 2025 e com término em 31 de dezembro de 2028. O prefeito titular é Arthur Henrique, do MDB, que foi reeleito para um novo mandato vencendo no primeiro turno por mais de 75% dos votos.

## Calendário eleitoral
| Início        | Fim           | Atividades | Status    |
| ------------- | ------------- | --- | --------- |
| 7 de março    | 5 de abril    | Janela partidária para vereadores trocarem de partido visando concorrer às eleições sem perder o mandato. | Realizado |
| 6 de abril    | 6 de abril    | Data-limite para todas as legendas e federações partidárias obterem o registro dos estatutos no TSE e para todos os candidatos terem domicílio eleitoral na circunscrição em que desejam disputar as eleições com a filiação deferida pelo partido. | Realizado |
| 15 de maio    | 15 de maio    | Início da campanha de arrecadação prévia de recursos na modalidade de financiamento coletivo para pré-candidatos, sem realização de pedidos de voto e obedecendo a regras relativas à propaganda eleitoral na Internet.                             | Realizado |
| 20 de julho   | 5 de agosto   | Realização de convenções partidárias para deliberar sobre coligações e escolher candidatos às prefeituras e aos cargos de vereador. Os partidos têm até 15 de agosto para registrar os nomes na Justiça Eleitoral.                                  | Realizado |
| 16 de agosto  | 16 de agosto  | Início das campanhas eleitorais de forma igualitária, podendo qualquer publicidade ou manifestação com pedido explícito de voto antes da data ser considerada irregular e multada.                                                                  | Realizado |
| 30 de agosto  | 3 de outubro  | Veiculação da propaganda eleitoral gratuita no rádio e na televisão. | Realizado |
| 6 de outubro  | 6 de outubro  | Realização do primeiro turno das eleições municipais. | Realizado |
| 11 de outubro | 25 de outubro | Veiculação da propaganda eleitoral gratuita no rádio e na televisão para o segundo turno. | Realizado |
| 27 de outubro | 27 de outubro | Realização de um eventual segundo turno nas cidades com mais de 200 mil eleitores em que o candidato a prefeito mais votado não tenha atingido a metade mais um dos votos válidos.                                                                  | Realizado |

## Candidaturas

### Impasse no União Brasil
Esta eleição conta com uma peculiaridade, o União Brasil tinha dois candidatos à prefeitura: a deputada estadual Catarina Guerra e o deputado federal Nicoletti. Ambos contavam com o mesmo candidato a vice-prefeito, o Sargento Damosiel (UNIÃO). Os juízes eleitorais teria até o dia 16 de setembro para julgar os pedidos de impugnação. Enquanto isso, os dois candidatos poderiam fazer campanha pelo mesmo partido. Até que uma decisão do Tribunal Superior Eleitoral deferiu a candidatura de Catarina Guerra e anulou a de Nicoletti.

### Quadro de candidaturas
| Nº | Prefeito(a) | Prefeito(a)     | Partido Federação   | Vice-prefeito(a) | Vice-prefeito(a) | Vice-prefeito(a)  | Partido Federação   | Coligação Partido(s)                                                                | Tempo de horário eleitoral | Ref.                              |
| -- | ----------- | --------------- | ------------------- | ---------------- | ---------------- | ----------------- | ------------------- | ----------------------------------------------------------------------------------- | -------------------------- | --------------------------------- |
| 15 |             | Arthur Henrique | MDB                 |                  |                  | Ten Cel Zeitoune  | PL                  | Boa Vista para Todos MDB, PL, Fed. PSDB Cidadania (PSDB e Cidadania) e DC           | 3 minutos e 43 segundos    | [ 8 ] [ 9 ] [ 10 ] [ 11 ] [ 12 ]  |
| 43 |             | Mauro Nakashima | PV FE Brasil        |                  |                  | Nivalda Cardoso   | PV FE Brasil        | Sem coligação                                                                       | 2 minutos e 1 segundo      | [ 13 ] [ 14 ]                     |
| 44 |             | Catarina Guerra | UNIÃO               |                  |                  | Sargento Damosiel | PDT                 | Uma Nova Boa Vista, Boa para Todos UNIÃO, PDT, Republicanos, NOVO, PSD, PP e Avante | 3 minutos e 42 segundos    | [ 9 ] [ 10 ] [ 15 ] [ 11 ] [ 15 ] |
| 50 |             | Lincoln Freire  | PSOL Fed. PSOL REDE |                  |                  | Yano Rodrigues    | REDE Fed. PSOL REDE | Sem coligação                                                                       | 33 segundos                | [ 16 ]                            |

### Desistências
- Soldado Sampaio (Republicanos);[17]
- Gustavo Hugo (REDE);[17]
- Ozeas Colares (NOVO).[17]

### Nomes retirados
- Frutuoso Lins (PL);[10]
- Rudson Leite (PV).[10]

### Nomes indeferidos
- Nicoletti (UNIÃO)[18][19]

## Debates
De acordo com as regras eleitorais, as emissoras só poderão convocar para o debate os candidatos que obtiverem a concordância de pelo menos dois terços de candidatas e candidatos, no caso de eleição majoritária (cargo de prefeito), e de pelo menos dois terços dos partidos ou das federações com candidatas e candidatos, no caso de eleição proporcional (cargo de vereador). Caso não seja possível um acordo, as emissoras de rádio e televisão podem apresentar debates em conjunto para o cargo de prefeito, estando presentes todas as candidatas e todos os candidatos, ou em grupos, com a presença de, no mínimo, três pessoas.
| Data e horário               | Organizador(es)                      | Mediação         | Candidatos(as)        | Candidatos(as)          | Candidatos(as)        | Candidatos(as)       | Candidatos(as)    | Ref.   |
| Data e horário               | Organizador(es)                      | Mediação         | Arthur Henrique (MDB) | Catarina Guerra (UNIÃO) | Lincoln Freire (PSOL) | Mauro Nakashima (PV) | Nicoletti (UNIÃO) | Ref.   |
| ---------------------------- | ------------------------------------ | ---------------- | --------------------- | ----------------------- | --------------------- | -------------------- | ----------------- | ------ |
| 8 de agosto de 2024 às 22h15 | Band Roraima                         | Paula Valdez     | Ausente               | Não convidada           | Presente              | Presente             | Presente          | [ 21 ] |
| 3 de outubro de 2024 às 22h  | Rede Amazônica Rio Branco (TV Globo) | Daniela Branches | Presente              | Presente                | Presente              | Presente             | Inapto            | [ 22 ] |

## Pesquisas eleitorais
As pesquisas buscam analisar como seria o resultado da eleição se ela ocorresse no dia em que os dados dos entrevistados foram coletados, não tendo como objetivo pela porcentagem de confiança, prever o resultado final da eleição. É possível ver, na tabela abaixo, pesquisas estimuladas realizadas por diferentes institutos de pesquisa.
| Fonte Registro no TSE | Data(s) conduzida(s) | Amostragem | Henrique MDB | Guerra UNIÃO | Nicoletti UNIÃO | Nakashima PV | Freire PSOL | Brancos / Nulos | Indecisos | Vantagem | Margem de erro | Ref.   |
| --------------------- | -------------------- | ---------- | ------------ | ------------ | --------------- | ------------ | ----------- | --------------- | --------- | -------- | -------------- | ------ |
| Fonte Registro no TSE | Data(s) conduzida(s) | Amostragem |              |              |                 |              |             | Brancos / Nulos | Indecisos | Vantagem | Margem de erro | Ref.   |
| Quaest RR-09394/2024  | 4–5/Out/2024         | 904        | 63%          | 25%          | –               | 1%           | 1%          | 7%              | 3%        | 38%      | ±3%            | [ 23 ] |
| Quaest RR-08408/2024  | 14-16/Set/2024       | 704        | 56%          | 19%          | 2%              | 1%           | 1%          | 6%              | 15%       | 37%      | ±3,7%          | [ 24 ] |

## Resultados

### Prefeito
Fonte: TSE
| Candidato(a)            | Vice                    | 1º turno 6 de outubro de 2024 | 1º turno 6 de outubro de 2024 |
| Candidato(a)            | Vice                    | Votação                       | Votação                       |
| Candidato(a)            | Vice                    | Total                         | %                             |
| ----------------------- | ----------------------- | ----------------------------- | ----------------------------- |
| Arthur Henrique (MDB)   | Ten Cel Zeitoune (PL)   | 133.180                       | 75,18%                        |
| Catarina Guerra (UNIÃO) | Sargento Damosiel (PDT) | 40.410                        | 22,81%                        |
| Mauro Nakashima (PV)    | Nivalda Cardoso (PV)    | 2.066                         | 1,17%                         |
| Lincoln Freire (PSOL)   | Yano Rodrigues (REDE)   | 1.501                         | 0,85%                         |
| Total de votos válidos  | Total de votos válidos  | 177.157                       | 100%                          |
| → Votos válidos         | → Votos válidos         | 177.157                       | 96,33%                        |
| → Votos brancos         | → Votos brancos         | 2.411                         | 1,31%                         |
| → Votos nulos           | → Votos nulos           | 4.343                         | 2,36%                         |
| Total de votos          | Total de votos          | 183.911                       | 100%                          |
| → Total de votos        | → Total de votos        | 183.911                       | 79,21%                        |
| → Abstenções            | → Abstenções            | 48.261                        | 20,79%                        |
| Eleitores aptos a votar | Eleitores aptos a votar | 232.172                       | 100%                          |

### Vereadores eleitos
Nota: O símbolo  indica que o candidato foi reeleito.
| Candidato                  | Partido      | Votos       |
| -------------------------- | ------------ | ----------- |
| Roberto Franco             | DC           | 4.043 votos |
| Italo Otavio               | Republicanos | 4.024 votos |
| Genilson Costa             | Republicanos | 3.744 votos |
| Júlio Cézar Medeiros       | MDB          | 3.695 votos |
| Manoel Neves               | Republicanos | 3.372 votos |
| Marcelo Nunes              | PDT          | 3.284 votos |
| Walkiria Ribeiro           | Republicanos | 3.275 votos |
| Barbara Falcão             | PP           | 3.254 votos |
| Professor Thiago Reis      | PSD          | 3.043 votos |
| Adjalma Gonçalves          | PODE         | 2.812 votos |
| Aline Rezende              | PP           | 2.779 votos |
| Tuti Lopes                 | PODE         | 2.704 votos |
| Adnan Lima                 | DC           | 2.687 votos |
| Carol Dantas               | PSD          | 2.647 votos |
| Pastor Gill Rocha          | PODE         | 2.634 votos |
| Bruno Perez                | MDB          | 2.609 votos |
| Vavá Do Thianguá           | MDB          | 2.481 votos |
| Pastora Carla Messias      | PP           | 2.432 votos |
| Fogaça                     | MDB          | 2.387 votos |
| Inspetor Daniel Mangabeira | PDT          | 2.242 votos |
| Thiago Saraiva             | PSD          | 2.183 votos |
| Deyvid Carneiro            | UNIÃO        | 2.046 votos |
| Jeu Nunes                  | PDT          | 2.017 votos |